# Фрит, Уильям Пауэлл

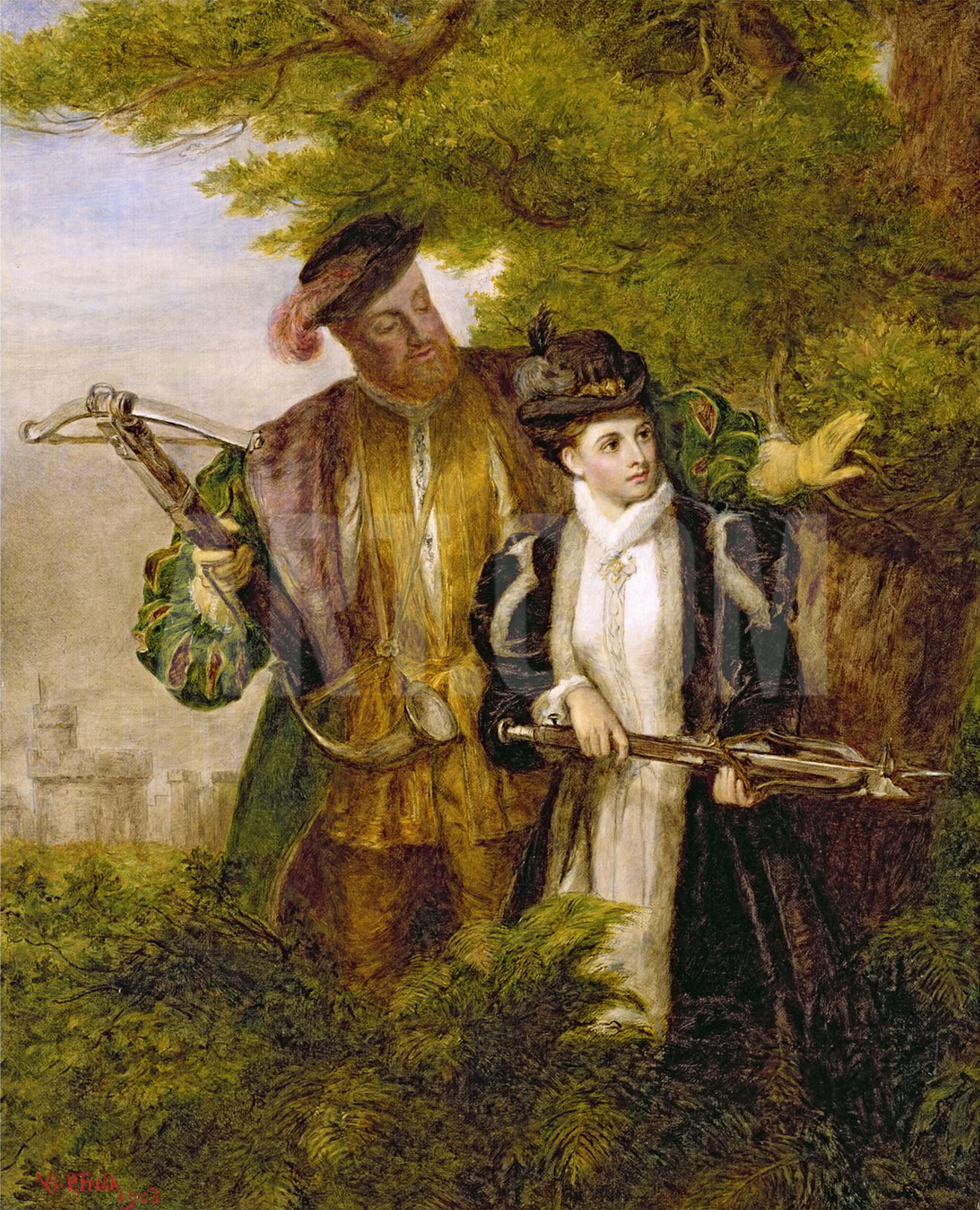
Генрих VIII и Анна Болейн на охоте в Виндзорском лесу, 1903 г. Холст, масло. Частное собрание

Уи́льям Па́уэлл Фрит (англ. William Powell Frith, брит.: /friθ/; 19 января 1819, Олдфилд, Норт-Йоркшир  — 9 ноября 1909, Лондон) — английский живописец, специализировавшийся на портретах и картинах из жизни общества викторианской эпохи, избранный в Королевскую академию в 1852 году.

## Биография
Родился 19 января 1819 года в Северном Йоркшире, Англия. Его отец, хозяин гостиницы в Харрогите, убедил сына заняться изобразительным искусством. В 1835 году переехал в Лондон и начал учиться в Академии Генри Сасса на Шарлотт-стрит, в качестве подготовки к поступлению в школу Королевской академии художеств. Начал работать в жанре портрета, его первая выставка прошла в 1838 году в Британском институте. В 1840-е годы часто писал портреты деятелей литературы, таких как Чарльз Диккенс или Лоренс Стерн.
Участвовал в работе группы художников, известной как «Клика», основанной Ричардом Даддом. Главное влияние на его творчество оказали работы Дэвида Уилки. Знаменитая картина Уилки «Пенсионеры Челси» стала стимулом для создания им собственных произведений в той же манере. Создавал сложные композиции с изображением многих значимых фигур викторианской эпохи, их встречи и взаимодействие в общественных местах.

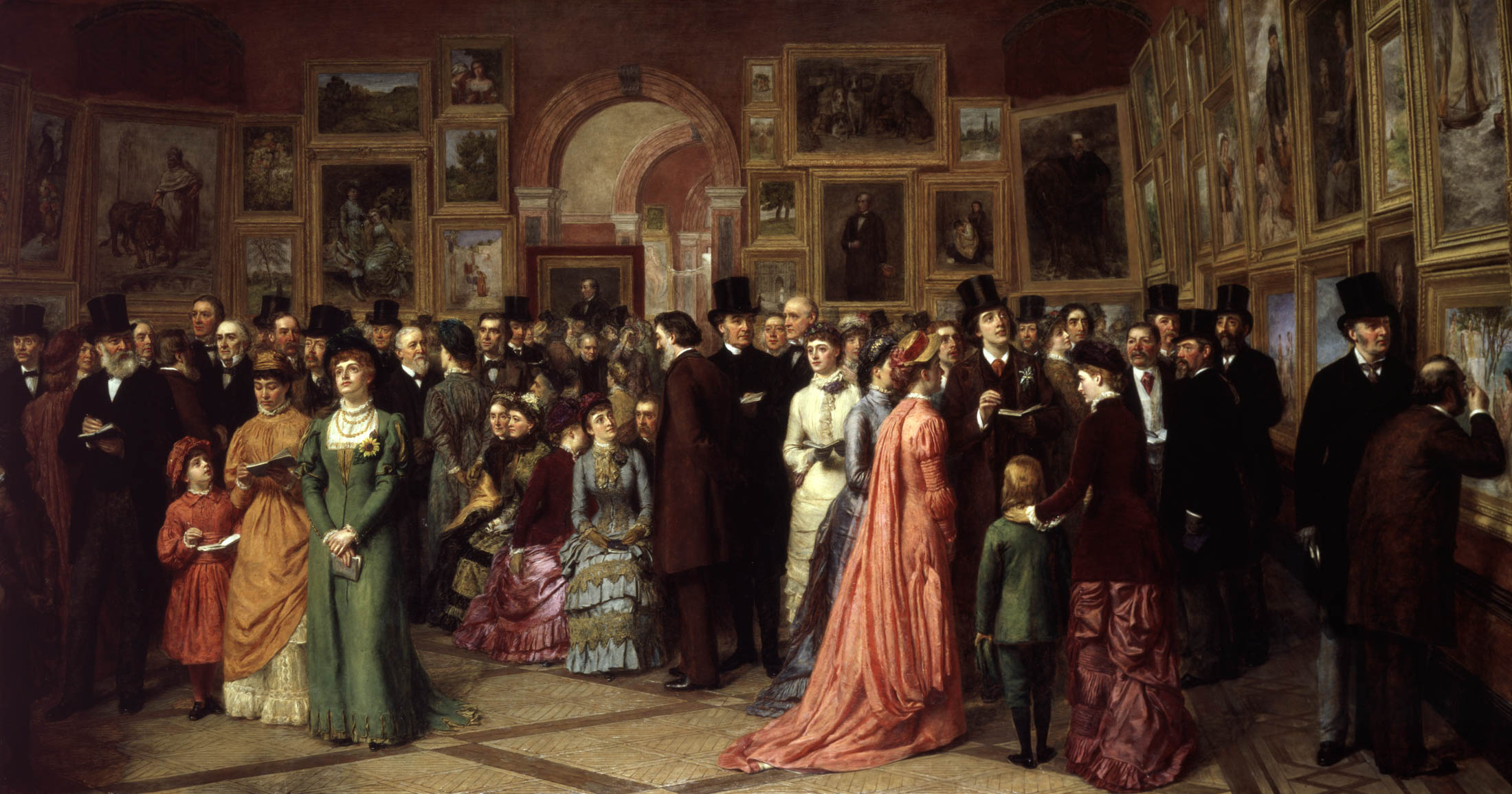
Закрытый просмотр в Королевской академии художеств. 1883 г. Холст, масло. Королевская академия художеств, Лондон

В картине «Рамсгейтские пески: жизнь на море» (1854) изобразил посетителей и развлечения на морском курорте. Вслед за этим вышла картина «День Дерби», изображающая сцены в толпе на скачках в Эпсом Даунс, при работе над ней художник использовал фотографии Роберта Хоулетта. Эта картина в 1858 году была приобретена Джейкобом Беллом за 1500 фунтов стерлингов. Она была настолько популярна, что на выставке в Королевской Академии её защитили специальными металлическими пластинами. Другой очень известной его картиной стала композиция «Железнодорожный вокзал» с изображением сцен на железнодорожном вокзале Пэддингтон. В 1865 году ему было доверено запечатлеть свадьбу принца Уэльского (впоследствии короля Эдуарда VII) и принцессы Александры Датской.